# Гуапимирин
Гуапимирин (порт. Guapimirim) — муниципалитет в Бразилии, входит в штат Рио-де-Жанейро. Составная часть мезорегиона Агломерация Рио-де-Жанейро. Входит в экономико-статистический микрорегион Рио-де-Жанейро. Население составляет 44 692 человека на 2007 год. Занимает площадь 360,813 км². Плотность населения — 123,9 чел./км².
Праздник города — 25 ноября.

## История
Город основан 21 декабря 1990 года.

## Статистика
- Валовой внутренний продукт на 2005 год составляет 300 325 тысяч реалов (данные: Бразильский институт географии и статистики).
- Валовой внутренний продукт на душу населения на 2005 год составляет 6804,00 реалов (данные: Бразильский институт географии и статистики).
- Индекс развития человеческого потенциала на 2000 год составляет 0,739 (данные: Программа развития ООН).